# Kirksville
Kirksville est une ville de l'État du Missouri, aux États-Unis. Elle est le siège du comté d'Adair.

## Géographie
Selon les données du Bureau du recensement des États-Unis, Kirksville a une superficie de 27,2 km2 (soit 10,5 mi2) dont 27,1 km2 (soit (10,46 mi2) en surfaces terrestres et 0,1 km2 (soit (0,04 mi2) en surfaces aquatiques.

## Démographie
Kirksville était peuplée, lors du recensement de 2010, de 17 505 habitants.

## Histoire
Kirksville est considérée comme étant le berceau de l'ostéopathie car c'est le lieu choisi par Andrew Taylor Still pour y fonder la première école de cette discipline, The American School of Osteopathy (ASO).